# Biblioteca de Autores Españoles
La Biblioteca de Autores Españoles desde la formación del lenguaje hasta nuestros días és una col·lecció literària de clàssics castellans publicada entre 1846 i 1880 per l'editor Manuel Rivadeneyra i que va ser continuada pel seu fill a la seva mort l'any 1872.
L'obra va ser un primer intent sistemàtic d'editar amb rigor filològic i a l'abast de gran nombre de lectors, les obres mestres de la llengua espanyola. L'editor Rivadeneyra va costejar l'obra i en va donar a Bonaventura Carles Aribau la direcció del projecte. Finalment el govern va ajudar a la publicació d'aquesta obra adquirint-ne exemplars per a les biblioteques públiques de l'Estat per 400.000 reials. El 1905 Marcelino Menéndez Pelayo va voler ampliar la col·lecció amb el títol de Nueva Biblioteca de Autores Españoles (dirigida per Menéndez Pelayo fins al vol. XX), Madrid: Bailly-Baillière, 1905-1918 (26 vols.). A partir de 1954, la va continuar l'Editorial Atlas fins a un nombre total de 305 volums.

## Estructura
1. Obras de Miguel de Cervantes Saavedra. (La Galatea, Novelas ejemplares, Don Quijote de la Mancha, Persiles y Sigismunda, Viaje al Parnaso, y Poesías sueltas). 1ª. ed.: Madrid, Rivadeneyra, 1846; b, 4ª. ed: 1860].
2. Obras de D. Nicolás y D. Leandro Fernández Moratín. (4ª. ed.: Madrid, Rivadeneyra, 1857.)
3. Novelistas anteriores a Cervantes, ed. Buenaventura Carlos Aribau, 1846. Contiene: La Celestina, Lazarillo de Tormes, El Patrañuelo, Doce cuentos de Juan Aragonés, El sobremesa o alivio de caminantes, Guzmán de Alfarache, Historia de los amores de Clareo y Florisea, Selva de aventuras, Historia del Abencerraje y de la hermosa Jarifa, y Guerras civiles de Granada, por Ginés Pérez de Hita. Comienza con un "Discurso preliminar, sobre la primitiva novela española", de 30 páginas. http://books.google.cat/books?id=hz3N4lKynJ0C&printsec=frontcover&source=gbs_ge_summary_r&cad=0#v=onepage&q&f=false, consultado 10-10-2014.
4. Elegías de varones ilustres de Indias. (1847; 3ª. ed.: Madrid, Rivadeneyra, 1874.)
5. Comedias escogidas de Fray Gabriel Tellez (el maestro Tirso de Molina). (2ª. ed.: Imprenta de la Publicidad, á cargo de D. M. Rivadeneyra, Madrid, 1850.)
6. Obras del V. P. M. Fray Luis de Granada, I.
7. Obras de Don Pedro Calderón de la Barca, I.
8. Obras del V. P. M. Fray Luis de Granada, II. (Imprenta de la Publicidad á cargo de D. M. Rivadeneyra, Madrid, 1848.)
9. Obras de Don Pedro Calderón de la Barca, II.
10. Romancero general o colección de romances castellanos anteriores al siglo XVIII, I. (Madrid, Rivadeneyra, 1849.)
11. Obras del V. P. M. Fray Luis de Granada, III.
12. Comedias de Don Pedro Calderón de la Barca, III.
13. Epistolario español: colección de cartas de españoles ilustres antiguos y modernos, I, ed. Eugenio de Ochoa. (La continuación está en el volumen 62.)
14. Comedias de Don Pedro Calderón de la Barca, IV.
15. Obras escogidas del P. José Francisco de Isla.
16. Romancero general o colección de romances castellanos anteriores al siglo XVIII, II. (Rivadeneyra, Madrid, 1851.)
17. Poemas épicos, I.
18. Novelistas posteriores a Cervantes, I.
19. Obras completas del Excmo. Sr. D Manuel José Quintana. (M. Rivadeneyra, 1861.)
20. Comedias de Don Juan Ruiz de Alarcón y Mendoza. (M. Rivadeneyra, 1866?)
21. Historiadores de sucesos particulares, I.
22. Historiadores primitivos de Indias, I.
23. Obras de Don Francisco de Quevedo Villegas, I. (2ª. ed.: Madrid, M. Rivadeneyra, 1859.) http://www.cervantesvirtual.com/servlet/SirveObras/01383808622571413757680/index.htm
24. Comedias escogidas de Frey Lope Félix de Vega Carpio, I.
25. Obras de Don Diego de Saavedra Fajardo.
26. Historiadores primitivos de Indias, II. (Madrid, M. Rivadeneyra, 1862.)
27. Escritores del siglo XVI, I. [San Juan de la Cruz, Fray Pedro Malón de Chaide, Fray Hernando de Zárate.] (Madrid, M. Rivadeneyra, 1862.) http://www.cervantesvirtual.com/servlet/SirveObras/12482407557133764198846/index.htm
28. Historiadores de sucesos particulares, II.
29. Poemas épicos, II.
30. Obras del Padre Juan de Mariana, I. (Madrid, M. Rivadeneyra, 1864.)
31. Obras del Padre Juan de Mariana, II.
32. Poetas líricos de los siglos XVI y XVII, I. (Madrid, M. Rivadeneyra, 1854.) http://www.cervantesvirtual.com/servlet/SirveObras/12482959778138207421846/index.htm
33. Novelistas posteriores a Cervantes, II.
34. Comedias escogidas de Frey Lope Félix de Vega Carpio, II.
35. Romancero y cancionero sagrados: colección de poesías cristianas, morales y divinas.
36. Curiosidades bibliográficas de obras raras, de amenidad y erudición.
37. Escritores del siglo XVI, II. [Obras del maestro Fray Luis de León, precédelas su vida, escrita por Don Gregorio Mayans y Siscar; y un extracto del proceso instruido contra el autor desde el año 1571 al 1576.] (Madrid, M. Rivadeneyra, 1855.) http://www.cervantesvirtual.com/servlet/SirveObras/01367397651214942043679/index.htm
38. Colección escogida de obras no dramáticas de Frey Lope Félix de Vega Carpio. (Madrid, M. Rivadeneyra, 1856.)
39. Comedias escogidas de D. Agustín Moreto y Cabaña.
40. Libros de caballerías, I. (El segundo tomo no llegó a publicarse.)
41. Comedias escogidas de Frey Lope Félix de Vega Carpio, III.
42. Poetas líricos de los siglos XVI y XVII, II.
43. Dramáticos contemporáneos de Lope de Vega, I.
44. La gran conquista de Ultramar.
45. Dramáticos contemporáneos de Lope de Vega, II.
46. Obras escogidas de Don Gaspar Melchor de Jovellanos, I.
47. Dramáticos posteriores a Lope de Vega, I. (Madrid, M. Rivadeneyra, 1858.)
48. Obras de Don Francisco de Quevedo Villegas, II. (Madrid, M. Rivadeneyra, 1859.) http://www.cervantesvirtual.com/servlet/SirveObras/12048176447089310754624/index.htm
49. Dramáticos posteriores a Lope de Vega, II. (Madrid, M. Rivadeneyra, 1858.)
50. Obras escogidas de Don Gaspar Melchor de Jovellanos, II.
51. Escritores en prosa anteriores al siglo XV.
52. Comedias escogidas de Frey Lope Félix de Vega Carpio, IV.
53. Escritos de Santa Teresa, I. (M. Rivadeneyra, Impresor, Editor, Madrid, 1861.) http://www.cervantesvirtual.com/servlet/SirveObras/01338320811915076757802/index.htm
54. Comedias escogidas de Don Francisco de Rojas Zorrilla.
55. Escritos de Santa Teresa, II. (Madrid, M. Rivadeneyra, Impresor, Editor, 1862.) http://www.cervantesvirtual.com/servlet/SirveObras/01159418653478495230035/index.htm
56. Obras escogidas del Padre Fray Benito Jerónimo Feijoo y Montenegro.
57. Poetas castellanos anteriores al siglo XV. (Madrid, M. Rivadeneyra, Impresor, Editor, 1864.) http://www.cervantesvirtual.com/servlet/SirveObras/12482515337023755209624/index.htm
58. Autos sacramentales desde su origen hasta fines del siglo XVII. (Madrid, M. Rivadeneyra, Impresor, Editor, 1865.)
59. Obras originales del Conde de Floridablanca, y escritos referentes a su persona.
60. Obras escogidas del Padre Pedro de Rivadeneira de la Compañia de Jesús, con una noticia de su vida y juicio crítico de sus escritos.
61. Poetas líricos del siglo XVIII, I. (Rivadeneyra, Madrid, 1869.)
62. Epistolario español: colección de cartas de españoles ilustres antiguos y modernos, II.
63. Poetas líricos del siglo XVIII, II.
64. Historia del levantamiento, guerra y revolución de España, por el Conde de Toreno.
65. Obras escogidas de filósofos.
66. Crónicas de los Reyes de Castilla desde Don Alfonso el Sabio, hasta los Católicos Don Fernando y Doña Isabel, I.
67. Poetas líricos del siglo XVIII, III.
68. Crónicas de los Reyes de Castilla desde Don Alfonso el Sabio, hasta los Católicos Don Fernando y Doña Isabel, II.
69. Obras de Don Francisco de Quevedo Villegas: poesías, III.
70. Crónicas de los Reyes de Castilla desde Don Alfonso el Sabio, hasta los Católicos Don Fernando y Doña Isabel, III.
71. Índices generales, por Isidoro Rosell y Torres. (Rivadeneyra, Madrid, 1880.) http://books.google.cat/books?id=69E854wVzFwC&printsec=frontcover&dq=%22Biblioteca+de+Autores+espa%C3%B1oles%22&hl=ca&sa=X&ei=sPJEVLyLGIbPggSd6IHYBg&ved=0CCcQ6AEwAQ#v=onepage&q=%22Biblioteca%20de%20Autores%20espa%C3%B1oles%22&f=false, consultado 10-10-2014.